# Ctenorhachis jacksoni
Ctenorhachis jacksoni és una espècie extinta de sinàpsid de la família dels esfenacodòntids que visqué en allò que avui en dia és Nord-amèrica durant el Permià inferior, fa entre 279,3 i 290,1 milions d'anys. Se n'han trobat restes fòssils a Texas (Estats Units). Es tracta de l'única espècie del gènere Ctenorhachis. A diferència d'alguns altres esfenacodòntids, notablement el dimetrodont, que tenien una cresta d'apòfisis vertebrals molt aparatosa, C. jacksoni en presentava una que amb prou feines sobresortia de l'esquena, amb les apòfisis vertebrals comprimides lateralment. El nom genèric Ctenorhachis significa ‘columna vertebral [amb forma] de pinta’, mentre que el nom específic jacksoni fou elegit en honor de Daniel B. Jackson, que contribuí a l'excavació de l'holotip.